# Goudouko
 Goudouko è una città e sottoprefettura della Costa d'Avorio appartenente al dipartimento di Lakota. Conta una popolazione di 26 641 abitanti (censimento 2014).